# Anaretella defecta
Anaretella defecta är en tvåvingeart som först beskrevs av Johannes Winnertz 1870.  Anaretella defecta ingår i släktet Anaretella och familjen gallmyggor. Arten är reproducerande i Sverige. Inga underarter finns listade i Catalogue of Life.